# Brassolis ardens
Brassolis ardens är en fjärilsart som beskrevs av Hans Ferdinand Emil Julius Stichel 1903. Brassolis ardens ingår i släktet Brassolis och familjen praktfjärilar. Inga underarter finns listade i Catalogue of Life.